# Minna Heponiemi
Minna Johanna Heponiemi, född 10 augusti 1977, är en svensk idrottare som har spelat i landslaget såväl i innebandy som fotboll och blev världsmästare i innebandy 2003.

## Fotbollskarriär
Heponiemi började sin idrottskarriär som fotbollsspelare i Vagnhärads SK:s damlag. När hon gick på riksfotbollsgymnasiet på Sven Eriksonskolan i Borås kom hon med i flicklandslaget och började spela i Öxabäck IF i damallsvenskan. Efter gymnasietiden flyttade hon till stockholmsklubben Hammarby IF. I Hammarby blev hon "Tidernas snabbaste målskytt i allsvenskan" (elva sekunder) och svensk mästare inomhus. På fotbollsplanen har hon gjort fem A-landskamper och svarat för ett mål. När fotbolls-VM spelades i USA 1999 fanns hon med i den svenska truppen, då hon spelade i kvartsfinalförlusten mot Norge. År 2000 gjorde hon elva mål i damallsvenskan och slutade delad sexa i skytteligan. Efter tiden i Hammarby bytte hon sport till innebandy men spelade division tre-fotboll i Nykvarn IF.

## Innebandykarriär
Heponiemi är en vänsterfattad spelare som började med innebandy i Trosa Edanö Innebandyklubb men har haft sin elitkarriär i Södertälje och Balrog. Hon har spelat 14 A-landskamper. Bland annat var hon med och vann VM-guld med Sverige 2003. Innebandymagazinet utnämnde henne till; Årets forward 2002/03. Hon spelade i Nykvarns Innebandyförening från 2007 till 2009 och är från säsongen 2009/10 tillbaka i moderklubben Trosa Edanö Innebandyklubb i division 2.

## Fotbollsklubbar
- Nykvarn IF
- Hammarby IF
- Öxabäck IF
- Vagnhärads SK

## Innebandyklubbar
- Trosa Edanö Innebandyklubb 2009/10-
- Nykvarn IF 2007/08 -
- Telge SIBK 2006/07
- Balrog Botkyrka/Södertälje IK 2005
- Telge SIBK 2005
- Södertälje IBK 97/98 - 2004/05
- Trosa Edanö Innebandyklubb 1997/98
- Södertälje IBK 1996/97 - 1997/98
- Trosa Edanö Innebandyklubb 1996/97